# سلامة إلياس
سلامة إلياس ممثل مصري، ولد في مدينة القاهرة في عام 1911. ويعد من اليهود القلائل الذين رفضوا الخروج من مصر عقب ثورة يوليو 1952 وصرح في أكثر من لقاء إنه سيموت ويدفن بأرض مصر وهو ما حدث بالفعل.

## حياته المهنية
درس بمعهد التمثيل، ثم عمل في فرق نجيب الريحاني وفاطمة رشدي والفرقة القومية ومسرح التليفزيون والمسرح الحديث، واشتهر بعدد كبير من الأدوار المساعدة، من أفلامه: (سفاح النساء، إنت اللي قتلت بابايا، عودة أخطر رجل في العالم، العتبة جزاز، عصابة حمادة وتوتو، أضواء المدينة)، كما شارك في مسرحيات (أنا فين وانتي فين، أنا وهو وهي، السكرتير الفني). توفى في عام 1994 عن عمر يناهز 83 عامًا.

## أعمال

### مسلسلات
| - سفر الأحلام:1986-الأستاذ عدلي - غريب في المدينة:1979-كرياكوس - ريش على ما فيش بالألوان:1978-عبده أبو غزالة - أبدا لن أموت:1969-والد عفاف - أهلا يا جدو العزيز:1989 - غابة من الأسمنت:1984 | - العملاق:1979 - الأيام:1979 - الرجل الثالث:1972 - الرقم المجهول:1969 - زينة:1966 - لا تطفئ الشمس:1965 | - المانشيت الأحمر:1964 - مهلا أيها العمر - أنا مش أنا - حديقة الزوجات |

### أفلام
| - المليونيرة الحافية:1987-بشارة - البنديرة:1986-زبون بالتاكسي مصاب بالزهايمر - البرىء والمشنقة:1986-ابو السعود هنداوي - انغام:1986-والد دينا - الأرملة العذراء:1986-عمر الفرماوي - علي بيه مظهر و40 حرامي:1985-رضوان بيه - الراجل اللي باع الشمس:1983-عزوز ونيس-الجواهرجي - 1983: دعوة للزواج - العوامة رقم 70:1982-عبدالمنعم - عصابة حمادة وتوتو:1982-مسيو أرتين الجواهرجي - ليلة شتاء دافئة:1981-صاحب الفندق - لحظة ضعف:1981-خليل حمدي-المحامي - أين تخبئون الشمس:1980-الأب سيمون - البنات عايزة إيه:1980-دكتور شكري والد ليلى - رجل فقد عقله:1980-صلاح ابن خالة فهيمة - غاوي مشاكل:1980-طبيب الاطفال - المليونيرة النشالة:1978-حسنين-عم ميرفت - الاعتراف الأخير:1978-عبدالله - البعض يذهب للمأذون مرتين:1978-مرزوق - شهادة مجنون:1978-شاكر-والد ناجي - الحب قبل الخبز أحيانًا:1977-أحمد-والد نورا | - فيفا زلاطا:1976-صاحب الكازينو - أخواته البنات:1976-مدير الكازينو - نغم في حياتي:1975-كامل محمود والد حنان - بنت اسمها محمود:1975-دكتور بالجامعة - رحلة العمر:1974-رجب - الشوارع الخلفية:1974-الناظر - مدرسة المشاغبين:1973-الأباصيري بيه والد بهجت - عودة أخطر رجل في العالم:1972-حسن - أضواء المدينة:1972-الأمير حسن فاضل - عريس بنت الوزير:1970-كاظم-سفير الشيشان بالقاهرة - سفاح النساء:1970-كابتن سافو - ربع دستة أشرار:1970-ضابط شرطة /الفيوم - أنت اللي قتلت بابايا:1970-سليم / كوكي - العتبة جزاز:1969-عباس قائد العصابة في مصر - 7 أيام في الجنة:1968-رئيس تحرير المجلة - كيف تسرق مليونير:1968-ضابط المباحث - التلميذة والأستاذ:1968-لطفي - 3 قصص:1968-بقال يوناني-القصة 3 - عالم مضحك جداً:1968-الدكتور - اجازة بالعافية:1966-مدير الجريدة | - ارحم دموعي:1954-رئيس العمال - فالح ومحتاس:1954-جرسون - فتوات الحسينية:1954-وكيل النيابة - حظك هذا الاسبوع:1953-الدكتور - الحرمان:1953-ضابط الاسكندريه - الحب المكروه:1953-مقدم فقرات الكباريه - كأس العذاب:1952-الدكتور - أحوال شخصية:1992 - دعوة للزواج:1983 - علاقة خطرة:1981 - تحقيق:1980 - الطيور المهاجرة:1979 - بدون زواج افضل:1978 - مغامرون حول العالم:1978 - مكالمة بعد منتصف الليل:1978 - قاهر الظلام:1978 - إلى المأذون يا حبيبي:1977 - سيقان في الوحل:1976 - نساء تحت الطبع:1976 - الأنثى والذئاب:1975 | - حبيبتي شقية جداً:1974 - المخادعون:1973 - مدرسة المراهقين:1973 - امرأة سيئة السمعة:1973 - حكاية بنت إسمها مرمر:1972 - وكر الأشرار:1972 - الغضب:1972 - الخيط الرفيع:1971 - أختي:1971 - رحله لذيذه:1971 - باحبك يا حلوة:1970 - مجرم تحت الاختبار:1969 - النيل والحياة:1968 - أرض النفاق:1968 - عفريت مراتي:1968 - جناب السفير:1966 - اقتلني من فضلك:1965 - عروس النيل:1963 - تجار الموت:1957 |

### مسرحيات
| - جواز مع الاشتراك في الارباح:1984-زكي بيه - دول عصابة يا بابا:1982-سلامة - مولود في الوقت الضائع:1977-جعفر - نجمة نص الليل:1972-الوالد صابر - السكرتير الفني:1968-نبيه - حالة حب:1967-محيي سليط | - أنا فين وانتي فين:1965-صادق - لوكاندة الفردوس:1964-مسعود - أنا وهو وهي:1963-عبدالتواب النمساوي - البلدوزر:1986 - الواد النمس:1981 - مع خالص تحياتي:1980 | - طار فوق عش المجرمين:1980 - انا أجدع منه:1979 - كلام فارغ:1978 - أنا نسيت نفسي:1977 - العمر لحظة:1974 - ممنوع لأقل من 30 سنة:1973 - صديقي اللص: 1973 | - الملوك يدخلون القرية:1971 - جمعية كل وأشكر:1970 - حلمك يا شيخ علام (حلمك يا سي علام):1965 - جلفدان هانم:1962 - طالع نازل - انا نسيت اسمي |

### أخرى
- برنامج: اعرف نفسك
- سهرة تليفزيونية: شيخ الحارة:1966
- سهرة تليفزيونية: شقاوة بريئة
- فيلم قصير: الأصابع الثلاثة:1973

## روابط خارجية
- سلامة إلياس على موقع IMDb (الإنجليزية)
- سلامة إلياس على موقع الدهليز
- سلامة إلياس على موقع قاعدة بيانات الأفلام العربية